# Vestindisk-guineisk Kompagni
 "Vestindisk Kompagni" omdirigeres hertil. For andre betydninger af Vestindisk Kompagni, se Vestindisk Kompagni (flertydig).
Vestindisk-guineisk Kompagni var et dansk selskab med baggrund fra 1625, men formelt oprettet ved kongelig privilegiebrev i 1671 efter, at Danmark havde bemægtiget sig øen Sankt Thomas. Det havde som formål at kolonisere, drive slave- og sukkerhandel og administrere de danske kolonier på kongens vegne. Selskabet fik nationalt monopol på handel mellem Vestindien og Guinea, økonomiske særfordele, egen jurisdiktion og eneret på sukkerraffinering indenfor kongeriget og dets kolonier. Som modydelse skulle selskabet opretholde regelmæssige sejladser mellem kolonierne, sælge et angivet kvantum danske varer i kolonierne og fragte kongens gods vederlagsfrit.
Selskabet var organiseret som dagens aktieselskaber, med et styre, daglig ledelse og en generalforsamling. Vestindisk-guineisk Kompagnis hovedkvarter lå i København.
Selskabet havde i en årrække (ca. 1674 til 1734) hovedansvaret for den danske slavehandel fra Guldkysten til Caribien.

## Historie
I 1600-tallet oprettede en række europæiske stater privilegerede selskaber, som fik monopol på handel i Afrika og Vestindien. Det danske selskab havde sin baggrund i 1625, da nederlænderen Johan de Wilhem (1573-1626) bosatte sig i København og fik kongelig licens til at drive handel i Vestindien, Brasilien, Virginia og Guinea. Licensen forudsatte at al eksport blev lastet og al import losset i København. Men i mange år var selskabet relativt uvirksomt.
I 1672 koloniserede Vestindisk-guineisk Kompagni St. Thomas, men gennem 1670'erne sendte selskabet kun få skibe af sted. Vestindisk-guineisk Kompagni havde økonomiske problemer og skaffede sig indtægter ved at afgiftbelægge skibsfarten og indgik en aftale med Brandenburg om udvidet tilgang til øen mod høje afgifter. I perioden 1687 til 1696 sendte selskabet ikke nogen skibe ud, men forpagtede hele handelen til en dansk og en norsk købmand.
Vestindisk-guineisk Kompagni genopstod i 1697 og oplevede økonomisk fremgang. St. Thomas var i løbet af nogle år løbet tør for ledig jord og selskabet annekterede derfor naboøen Sankt Jan i 1718 og købte Sankt Croix af Frankrig i 1733. Disse tre øer udgjorde frem til 1917 Dansk Vestindien.
I 1754 købte den danske stat alle aktionærerne i Vestindisk-guineisk Kompagni ud og opløste selskabet.